# Piergiorgio Bergonzi
Piergiorgio Bergonzi (Cremona, 1º giugno 1947) è un politico italiano.

## Biografia
Già consigliere comunale a Cremona nelle file del Partito Comunista Italiano, in dissenso con la svolta della Bolognina di Achille Occhetto, nel 1991 aderirà a Rifondazione Comunista, con la quale sarà eletto deputato alle elezioni politiche del 1992 nel collegio Mantova-Cremona con 1356 preferenze. Nel 1994 e poi ancora nel 1996 sarà invece eletto al Senato. 
Dal 1997 al 1998 è direttore di Liberazione, quotidiano del partito. Con la caduta del primo governo Prodi nell'ottobre 1998 lascerà Rifondazione e aderirà al Partito dei Comunisti Italiani, con il quale sarà candidato alle elezioni europee del 2004 nella circoscrizione Italia nord-occidentale senza essere eletto.